# Caspar Wolf

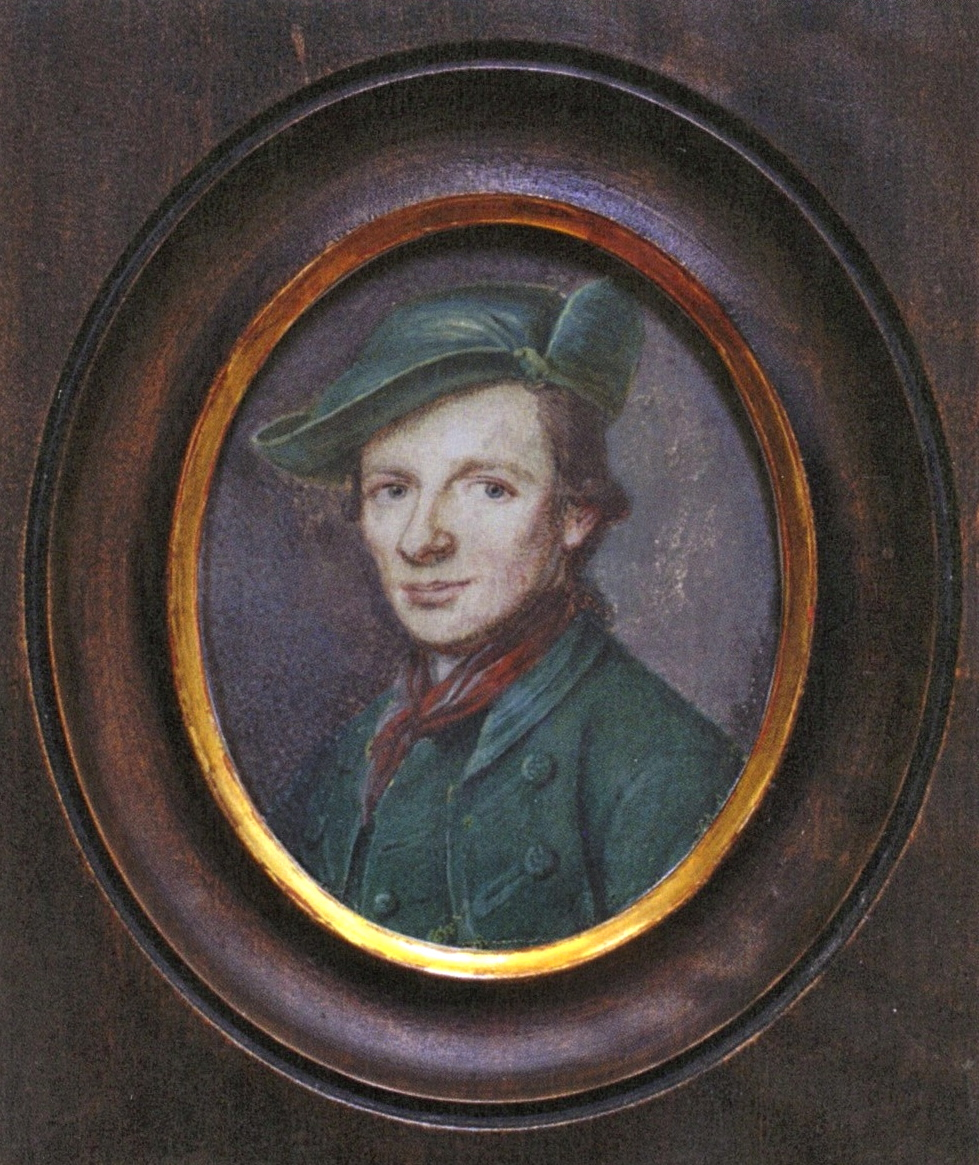
Selbstbildnis 1774

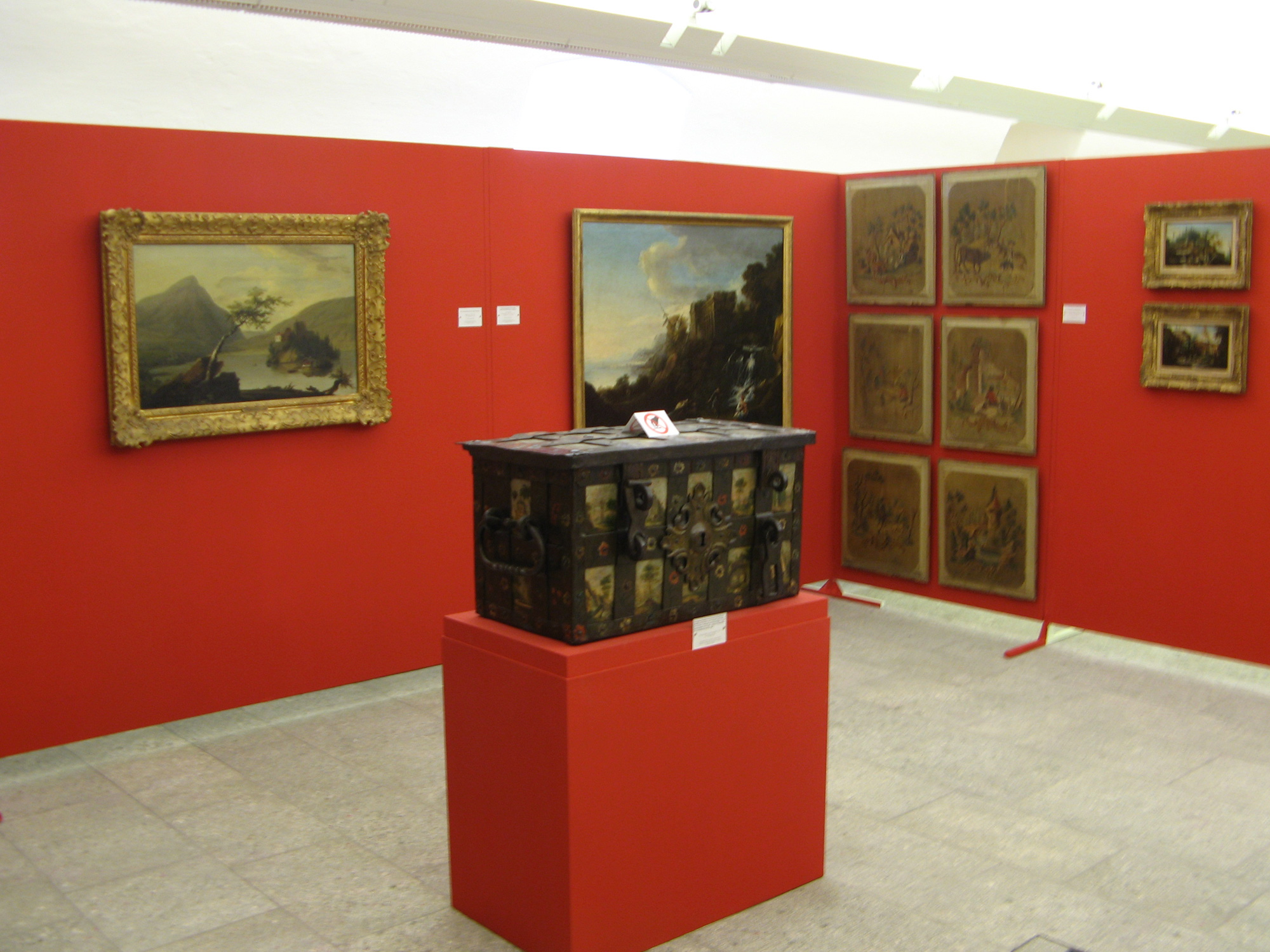
Ein Raum im ehemaligen Caspar Wolf Kabinett im Kloster Muri

Caspar Goar Wolf (* 3. Mai 1735 in Muri AG; † 6. Oktober 1783 in Heidelberg) zählt zu den wichtigsten Schweizer Malern der Vorromantik und gilt als Pionier der Hochgebirgsmalerei. Die europäische Kunstwissenschaft schenkt ihm zunehmend Aufmerksamkeit als einem bedeutenden Vertreter der Aufbruchszeit zwischen Aufklärung und Romantik.

## Biographie
Wolf war der Sohn eines Tischlers, der in Armut geriet. Als er vierzehn war, konnte er dank der Unterstützung des Abtes von Muri eine Lehre als Kirchen- und Landschaftsmaler absolvieren. Nachher reiste er von München nach Passau und Augsburg und begegnete wahrscheinlich Jakob Christoph Weyermann, einem schweizerischen Landschaftsmaler. In Augsburg, wo 1710 eine protestantische Kunstakademie gegründet worden war, arbeiteten auch Johann Elias Ridinger, Gottfried Eichler, Georg Hertel, Jeremias Wachsmuth und Johann Wolfgang Baumgartner.
1760 kehrte er zurück nach Muri und malte Altäre für Kapellen und Klöster. Auch die Malereien auf Täfelungen und Tapeten im ersten Stock von Schloss Horben, der damaligen Sommerresidenz der Benediktiner-Mönche von Muri, stammen von ihm. 1768/1769 war Wolf in Basel. 1770 zog er nach Paris, kehrte aber im Jahr darauf zurück nach Muri.
Ab 1773 unternahm er mehrere Studienreisen in das Berner Oberland, als Begleiter des Theologen Jakob Samuel Wyttenbach und des einflussreichen Berner Verlegers Abraham Wagner. Ihr Vorbild war Albrecht von Haller, der (lange vor Jean Jacques Rousseau) die Bergnatur pries. Sie besuchten die St. Beatus-Höhlen, den Staubbachfall, den Fieschergletscher, den Engelberger Rotstock, Muota, Guttannen, Leukerbad und die Geltenbachhöhle. 1777 hatte er etwa 170 Gemäldevorlagen gemalt von Gletschern, Séracs, Höhlen, Tälern und Gipfeln. Im nächsten Jahr wurden die Vues Remarquables als Aquatinta in vier Farben herausgegeben, allerdings ohne grossen Erfolg.
Von 1777 bis 1779 war er in Solothurn. Dann reisten Wagner, Johann Heinrich Füssli und Wolf nach Paris. Wolf arbeitete gemeinsam mit Philipp Jakob Loutherburg dem Jüngeren, bis dieser nach London abreiste. Wolf wurde in Paris von Claude Joseph Vernet beeinflusst, einem der damals berühmtesten Landschaftsmaler. Unter Vernets Leitung wurden auch im Auftrag eines Schweizer Verlegers Kupferstiche seiner Alpen-Gemälde hergestellt. Die Gemälde wurden als geschlossenes Kabinett von Alpen-Gemälden in Paris und Bern ausgestellt und gelangten später nach Schloss Keukenhof in den Niederlanden. Es ist noch immer unbekannt, wie diese Werke dorthin gelangten.
Ab 1780 lebte Wolf in Spa, Aachen (wo er wegen eines Nierenversagens kurte), Köln, Düsseldorf und auf Schloss Bensberg. Er zeichnete Panoramen, Dörfer, Kirchen, Parkanlagen, Städte und beispielsweise Schloss Bensberg und Schloss Benrath. Im Juni 1781 hielt er sich in Düsseldorf auf und bot der Kunstakademie Düsseldorf „80 Vorstellungen der Alpengebürge in Wasserfarbe … zum Verkauf bei der Galerie“ an. Als sich sein Gesundheitszustand besserte, fuhr er nach Schloss Schwetzingen und Heidelberg, wo er vergessen und verarmt im Hospital starb. 1785 wurden 43 seiner rund 200 Alpenlandschaften in Amsterdam herausgegeben von Rudolf Samuel Henzi. Seine Frau, die er 1760 geheiratet hatte, starb 1813 in Muri.

## Stil und Bedeutung
Alpendarstellungen finden sich vor Wolf fast ausschliesslich in Erzeugnissen rein dokumentarischer Vedutenmalerei. Wolfs bedeutende Neuerung lag in der Idealisierung der alpinen Landschaft durch ungewöhnliche Perspektiven, etwa aus Höhlen heraus oder durch Schluchten hindurch, sowie durch dramatische Beleuchtung. Oftmals steht Caspar Wolfs winzig dargestellte Figurenstaffage in deutlichem Gegensatz zur gewaltigen Ausdehnung der Berglandschaft. Wolf wendet sich überdies gegen die Tendenzen der Zeit zur harmonischen Landschaftsgestaltung, wie sie sich im Rokoko und im Klassizismus, etwa bei Jakob Philipp Hackert finden, und führt dem Betrachter die Urgewalt der Natur vor Augen.
Alle genannten Stilmerkmale erlangten in der Malerei der deutschen Romantik besondere Bedeutung. Caspar Wolf zählt, neben Adrian Zingg, Johann Jakob Biedermann und Johann Georg von Dillis, zu den wichtigsten Vorläufern der Romantik.

## Museen
Im Kloster Muri befindet sich das Museum Caspar Wolf, das nach eigenen Angaben die grösste permanente Ausstellung von Werken des Künstlers ist. Weitere umfassende Werkgruppen sind im Aargauer Kunsthaus und im Museum Oskar Reinhart in Winterthur zu sehen. Das Kunsthaus Zürich und das Kunstmuseum Sion zeigen ebenfalls einzelne Exponate des Künstlers.
Bis 1. Februar 2015 widmete das Kunstmuseum Basel Caspar Wolf eine Sonderausstellung.

## Werke (Auswahl)

### Galerie

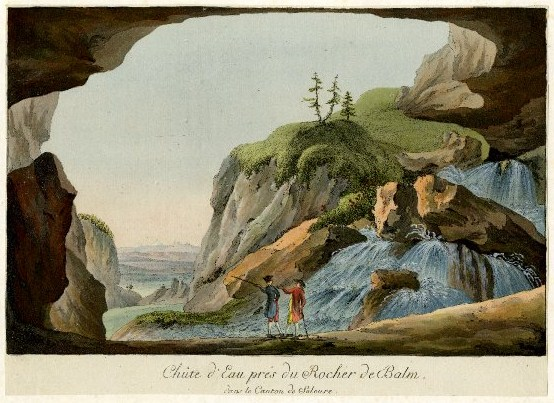
Wasserfall in der Nähe von Balm bei Günsberg
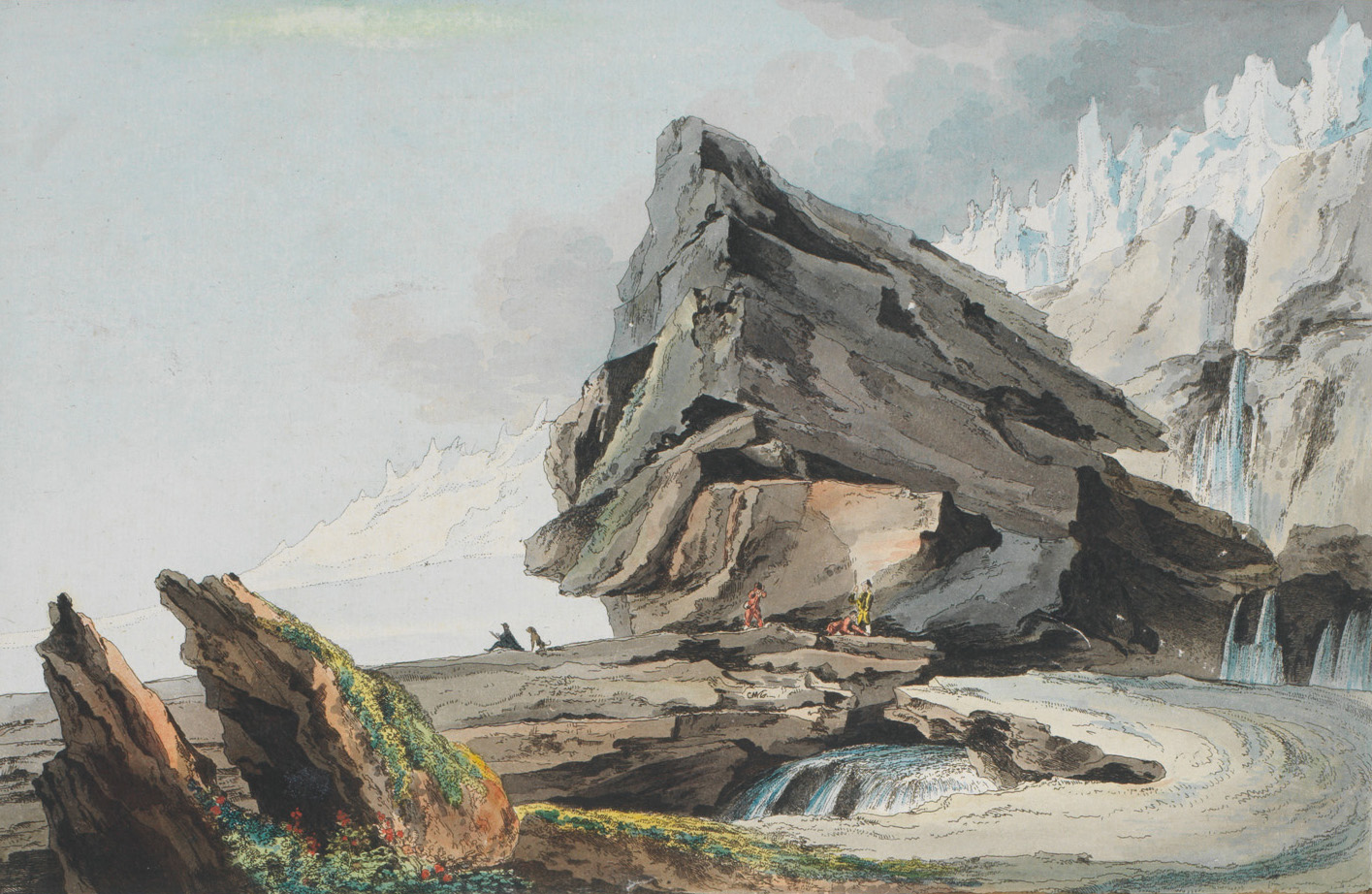
Gletscher im Berner Oberland
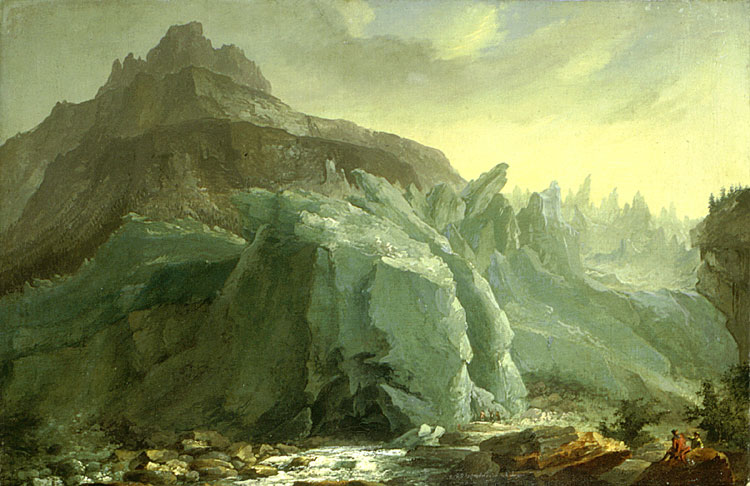
Unterer Grindelwaldgletscher, 1774
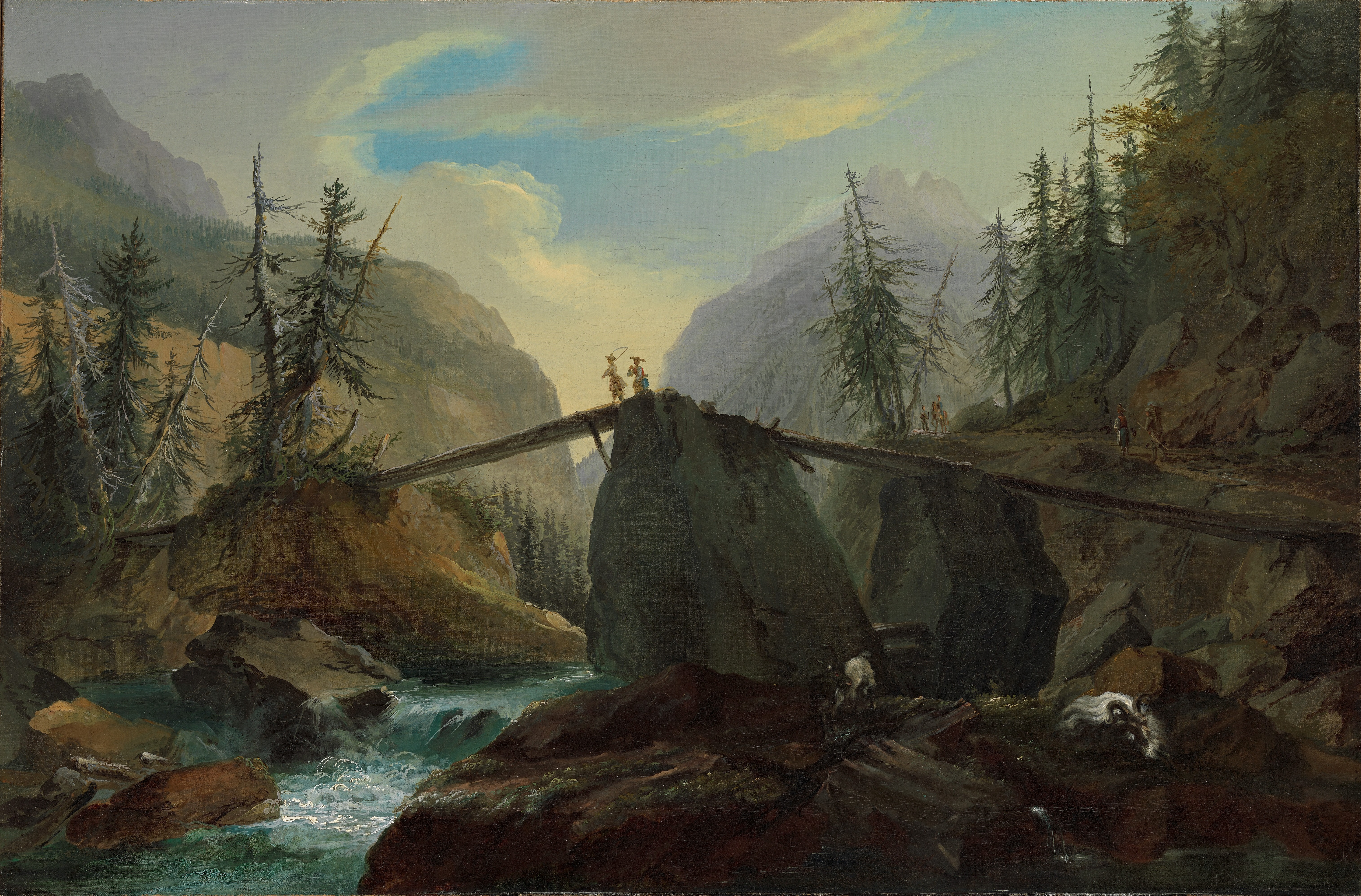
Holzsteg über die Lütschine bei Gsteig, 1774
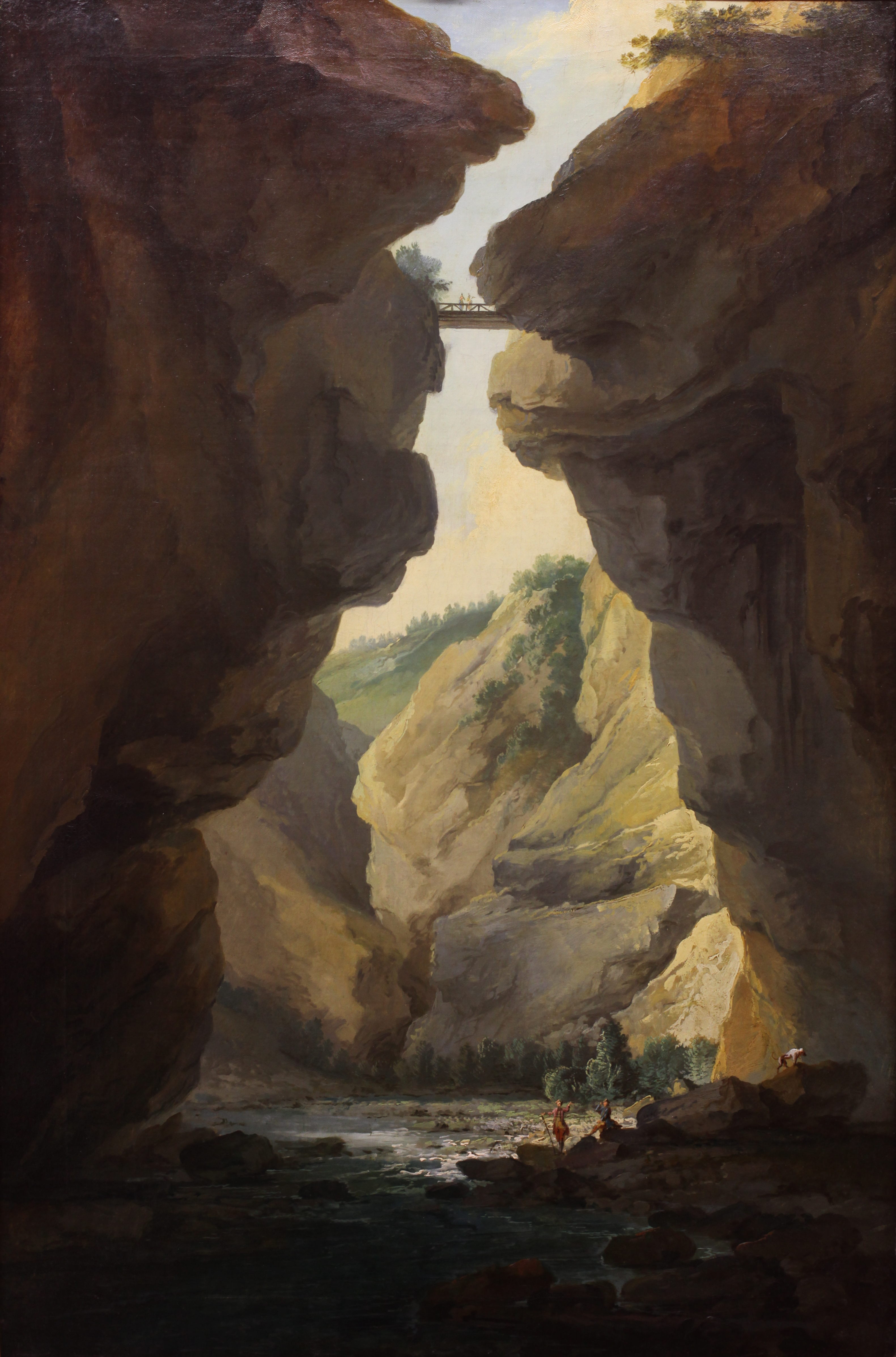
Brücke über die Dala-schlucht bei Leukerbad (Bergsicht), um 1775
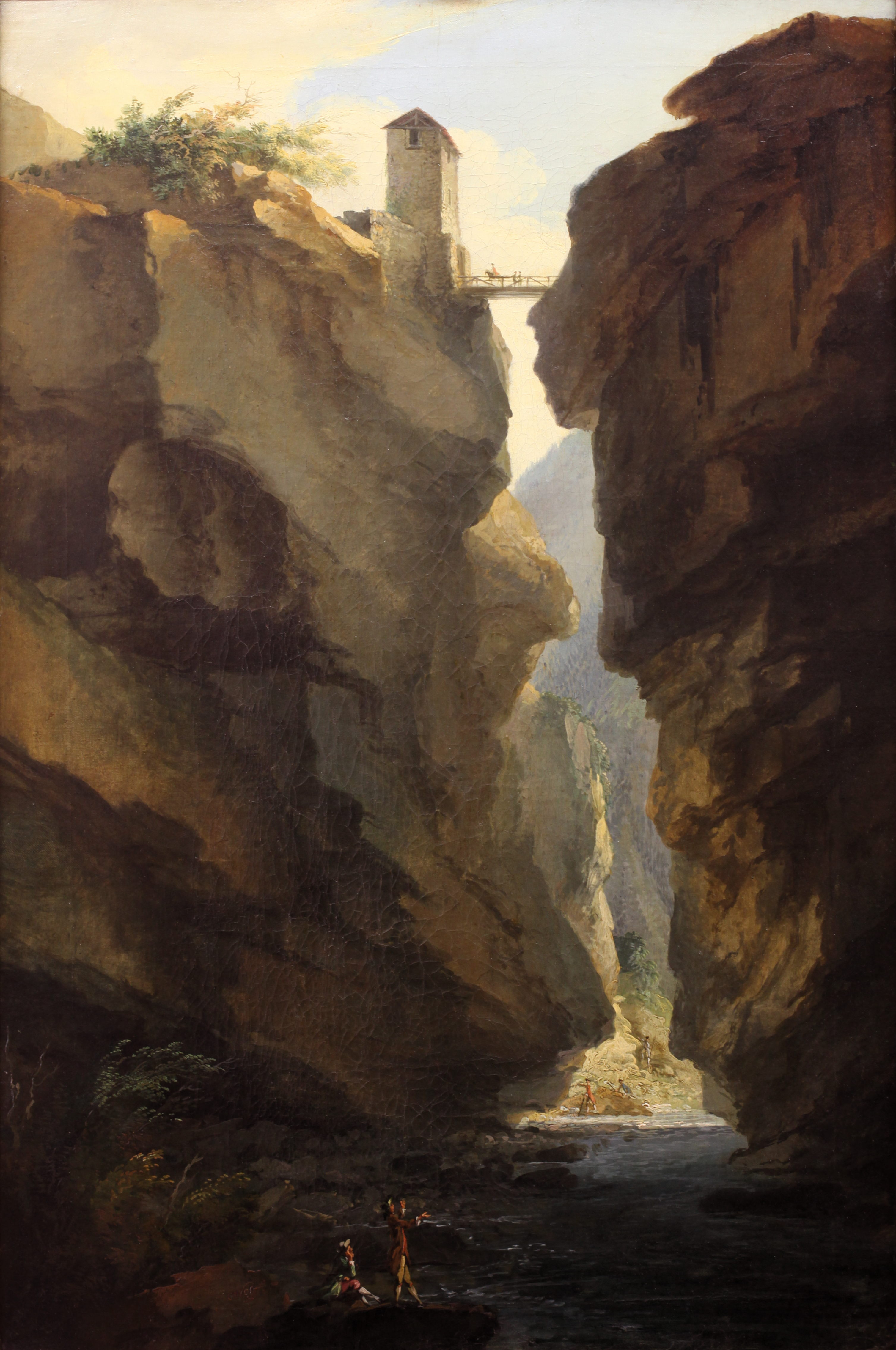
Brücke über die Dala-schlucht bei Leukerbad (Talsicht), um 1775
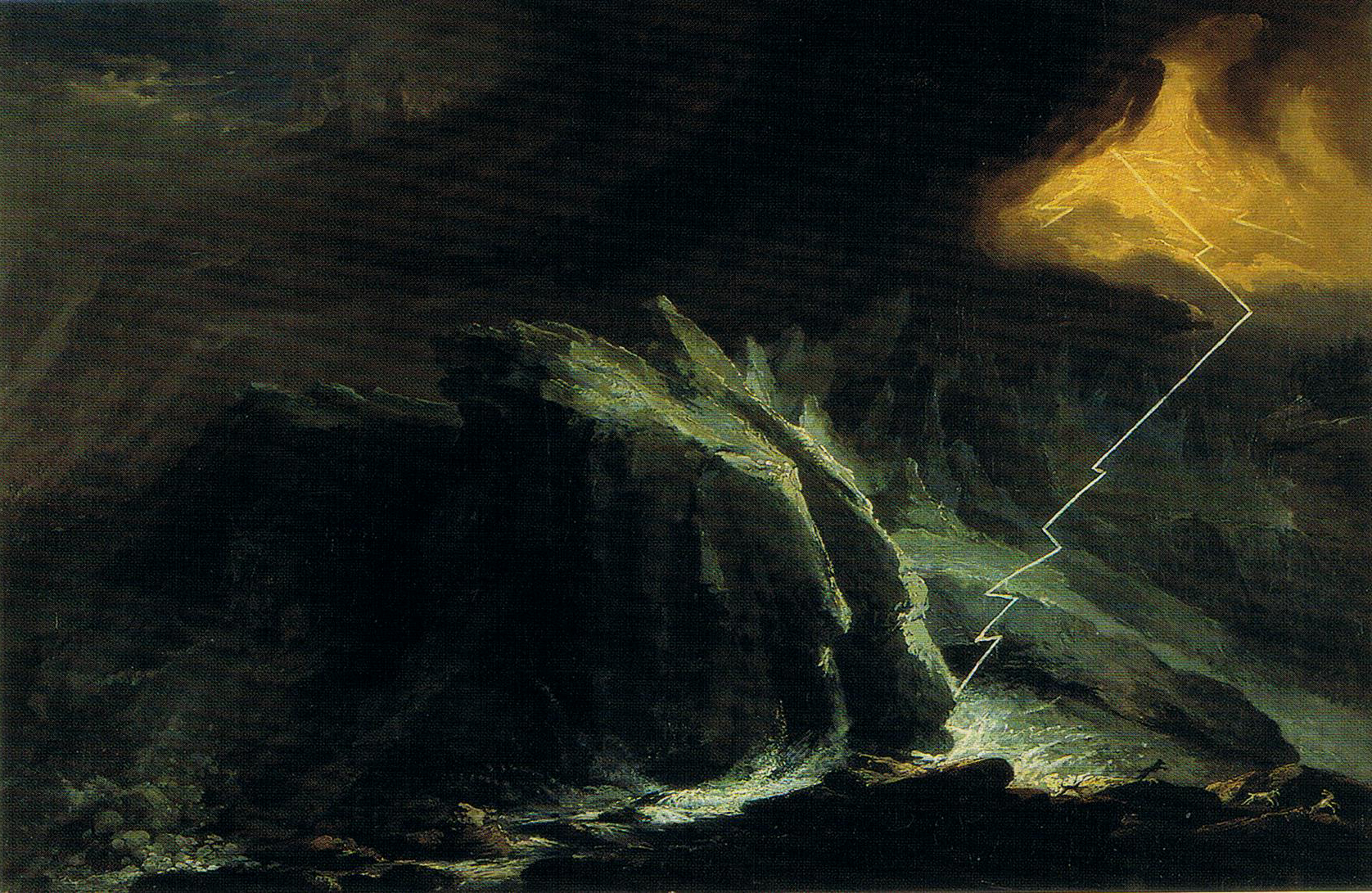
Gewitter und Blitzschlag am unteren Grindelwald- gletscher, um 1774–75

### Weitere Hauptwerke
- Der Staubbachfall im Lauterbrunnental, um 1775
- Blick aus der Beatushöhle am Thunersee, 1776
- Der Lauteraargletscher mit Blick auf den Lauteraarsattel, 1776
- Der Rhonegletscher von der Talsohle bei Gletsch, 1778
- Zeichner in einer Jura-Höhle, 1778

## Belletristik
- Hans-Ulrich Mielsch: Die Alpengalerie. Ein Roman um Caspar Wolf, den Pionier der Alpenmalerei. Arche Verlag, Zürich/Hamburg 2005, ISBN 3-7160-2340-X.